# Microprofessor II
| QS-Informatik | Dieser Artikel wurde wegen inhaltlicher Mängel auf der Qualitätssicherungsseite der Redaktion Informatik eingetragen. Dies geschieht, um die Qualität der Artikel aus dem Themengebiet Informatik auf ein akzeptables Niveau zu bringen. Hilf mit, die inhaltlichen Mängel dieses Artikels zu beseitigen, und beteilige dich an der Diskussion! (+) Begründung: Überarbeitung notwendig: Fließtext, Belege. Knurrikowski (Diskussion) 14:49, 11. Apr. 2016 (CEST) |

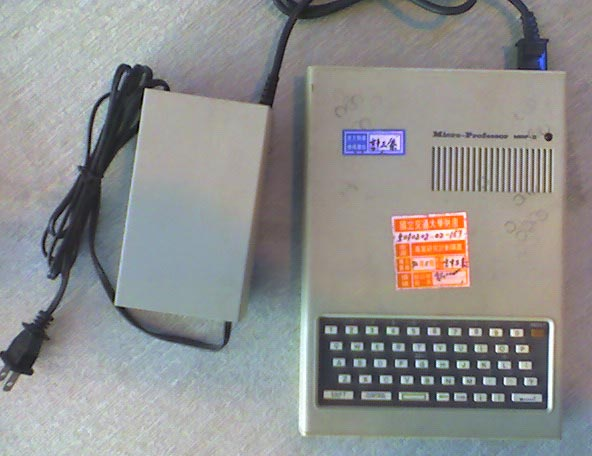
Microprofessor II

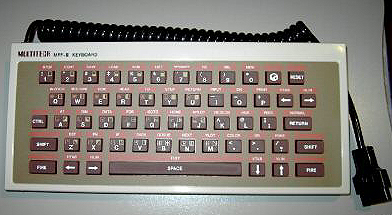
Extra Keyboard für den Microprofessor II

Der Microprofessor II (MPF II), der im Jahre 1982 auf den Markt kam, war ein Homecomputer der Firma Multitech (heute Acer). Es war nach dem Microprofessor I der zweite Rechner der Firma und einer der ersten Apple-Klone, da er weitestgehend baugleich mit dem Apple II war. Beim Betriebssystem handelte es sich um Chinese BASIC, eine mit Applesoft BASIC identische BASIC-Variante, die über eine chinesische Lokalisation verfügte. Daneben wurden aber auch Geräte in andere Länder verkauft, die mit national passenden Lokalisationen ausgeliefert wurden; in Deutschland wurde das Gerät im Jahr 1984 zu einem Preis von 1.200,- DM verkauft.

## Technische Informationen
- CPU: MOS Technology 6502
- Taktrate: 1 MHz
- RAM: 64 KB
- ROM: 16 KB (12 KB BASIC-Interpreter)
- Textmodus: 40×24
- Grafik: 280×192
- Farben: 8 Farben
- Ton: 1 Kanal 1-bit Ton
- Anschlüsse: Tastatur, Drucker, Expansionsport, Cassettenanschluss, Composite und TV-out
- Zusätzliche Peripheriegeräte: Tastatur, Floppydisk, Thermodrucker und Matrixdrucker, Joystick

## Unterschiede zum Apple II
Der MPF II unterschied sich geringfügig vom Apple II:
Der MPF II bot nicht den Textmodus des Apple II. Stattdessen wurde jeder Buchstabe per  Software und nicht, wie beim Apple II, durch die Hardware erzeugt. Dies war nötig, da dies der einzige kostengünstige Weg war, auch chinesische Textzeichen auf dem Rechner abzubilden. Bei einer Hardwarelösung wäre das Gerät nicht mehr kostengünstig herzustellen gewesen.
Wie auch der Apple II hatte der MPF II zwei Grafik-Puffer. Jedoch startete der zweite Puffer des MPF II bei der Adresse 0xA000, wohingegen der entsprechende Puffer des Apple II bei Adresse 0x4000 begann.

## Nachfolger
- Microprofessor III (1983)